# Герб на Приднестровската молдовска република
Емблемата на Приднестровието е символ на страната автономен регион на Република Молдова, провъзгласила се за независима държава.
Създадена е въз основа на емблемата на Молдовската съветска социалистическа република. Утвърдена е на 2 септември 1991 г.
В най-горната част е поставена червена звезда. В центъра са кръстосани сърп и чук, символизиращи работниците и селяните; зад тях е изобразено изгряващото слънце над река Днестър във венец от житни класове, кочани царевица, плодове, грозде и лозови листа. Венецът е обвит в червена лента, на която е изписано Приднестровска молдовска република на 3-те официални езика:
- на украински вляво: Придністровська Молдавська Республіка,
- на молдовски в центъра: Република Молдовеняскэ Нистрянэ,
- на руски вдясно: Приднестровская Молдавская Республика.